# Šumský rajón
Šumský rajón (ukrajinsky Шумський район) byl rajón v Ternopilské oblasti na Ukrajině. Hlavním městem byl Šumsk a rajón měl přibližně 33 tisíc obyvatel. 

## Sídla v rajónu
- Šumsk